# صلاح إسماعيل
صلاح إسماعيل عبد الحق (ولد في 2 مارس عام 1960 الرياض، بني سويف) فيلسوف ومؤلف ومترجم مصري الجنسية  والدكتور صلاح هو أستاذ الفلسفة المعاصرة في كلية الآداب بجامعة القاهرة  قدم أعمالا جديدة في عدة مجالات فلسفية أبرزها فلسفة اللغة ، وفلسفة العقل والإبستمولوجيا  وفلسفة العلم. ظهر أول بحث له بعنوان "المعنى والتحقق" عام 1992، وأول كتاب له بعنوان "التحليل اللغوي عند مدرسة أكسفورد عام 1993.

## آراؤه

### مقدمة معاصرة لنظرية المعرفة
إهتم صلاح إسماعيل ببنظرية المعرفة (الابستمولوجيا) وبحث فيها وصدر له كتاب نظرية المعرفة مقدمة معاصرة عام 2020 للدار المصرية يحاول فيه أن يجيب ويعرض عدة أسئلة ما المعرفة وهل هي ممكنة وما يمكن أن نعرف وكيف نحصل عليها وكيف يكون اعتقادنا مقبول وما قيمتها ومايجعلها جيدة. عرض وناقش الدكتور صلاح  رأي الفلاسفة مثل إدموند جيتير وديكارت وكواين وغيرهم في عدة مفاهيم أهمها الإعتقاد والصدق والتسويغ.

### النزعة العلمية
يؤيد صلاح إسماعيل صورة معتدلة من النزعة العلمية. وقد عبر عن هذا التأييد في بعض كتاباته مثل الإبستمولوجيا الطبيعية، 2001، ونظرية المعرفة المعاصرة 2005، واللغة والعقل والعلم في الفلسفة المعاصرة 2018، ونظرية المعرفة: مقدمة معاصرة، عندما دافع عن «المذهب الطبيعي الإبستمولوجي المعتدل»، وهو يرفض النزعة العلمية القوية ويؤيد المعتدلة لأنه يعتقد أن العلم مصدر مفيد للمعرفة أو الاعتقاد الصادق المسوغ، ولكنه ليس المصدر الوحيد لمعرفتنا حول أنفسنا وحول عالمنا، فهناك مصدر آخر مهم هو الدين.

### فلسفة اللغة
يعتقد صلاح إسماعيل أن لا يوجد فرع في الفلسفة نال عملا رفيع المستوى مثلما نالت فلسفة اللغة، وأنها اتخذت مسارا حديثا في عملية التفكير عُرف بالتحول اللغوي كما عبّر جوستاف برجمان. ساهم صلاح إسماعيل في البحث عن موضوع فلسفة اللغة في عدة كتب أبرزها كتاب فلسفة اللغة  تناول فيه الموضوعات الرئيسية المتعلقة بهذه الفلسفة كالمعنى والصدق والإشارة ،  وناقش أفكار فلاسفة اللغة مثل فتجنشتين وكواين وتشومسكي وجرايس وجون سيرل. عرّف فلسفة اللغة  بأنها محاولة لتقديم أوصاف فلسفية لملامح عامة في اللغة من قبيل الإشارة والمعنى والصدق ويعتقد الدكتور صلاح في كتابه أن نظرية الاستعمال في المعنى هي الأكثر ملائمة وقبولا نظراً لأنها تستوعب النظريات الأخرى مثل نظرية الأفكار ونظرية التحقق،  وأنها تتفادى المشكلات التي تواجه هذه النظريات.

## مؤلفاته
1. التحليل اللغوى عند مدرسة أكسفورد، بيروت: دار التنوير للطباعة والنشر، 1993.[20]
2. فلسفة اللغة والمنطق: دراسة في فلسفة كواين، الطبعة الأولى، القاهرة: دارالمعارف، 1995. الطبعة الثانية، القاهرة: رؤية للنشر والتوزيع.[21]
3. قضايا إشكالية في الفكر الإسلامى المعاصر (بالاشتراك)، القاهرة: المعهد العالمى للفكر الإسلامى، 1997.
4. بناء المفاهيم: دراسة معرفية ونماذج تطبيقية (بالاشتراك) في مجلدين، القاهرة: المعهد العالمى للفكر الإسلامى، 1997.[22]
5. الابستمولوجيا الطبيعية، حوليات الآداب والعلوم الاجتماعية، جامعة الكويت، 2001 - 2002.
6. نظرية المعرفة المعاصرة، القاهرة: الدار المصرية السعودية، 2005.[23]
7. النظرية القصدية في المعنى عند جرايس، حوليات الآداب والعلوم الاجتماعية، جامعة الكويت، الحولية 25، الرسالة 230،2005 (اعيد نشره بعنوان نظرية المعنى في فلسفة بول جرايس، الطبعة الأولى، القاهرة، الدار المصرية السعودية،2005، الطبعة الثانية، القاهرة: دار قباء الحديثة،2007).[24]
8. نظرية جون سيرل في القصدية: دراسة في فلسفة العقل، حوليات الآداب والعلوم الاجتماعية، جامعة الكويت، الحولية 27، الرسالة 262، 2007.
9. فلسفة العقل: دراسة في فلسفة جون سيرل، القاهرة: دار قباء الحديثة، 2007.[25]
10. البراجماتية الجديدة: فلسفة ريتشارد رورتى، القاهرة: المجلس الأعلى للثقافة، 2013. الطبعة الثانية، ألمانيا: مؤسسة نور نشر، 2017. الطبعة الثالثة (مزيدة)، القاهرة: رؤية للنشر والتوزيع 2019.[26]
11. فلسفة اللغة، الطبعة الأولى، القاهرة: الدار المصرية اللبنانية، 2017، الطبعة الثانية، 2018.[27]
12. اللغة والعقل والعلم في الفلسفة المعاصرة، الطبعة الأولى، القاهرة: رؤية للنشر والتوزيع، 2018.[28]
13. نظرية المعرفة: مقدمة معاصرة، الطبعة الأولى، القاهرة: الدار المصرية اللبنانية، 2020.[29]
14. الفلسفة التحليلية، الطبعة الأولى، بيروت، القاهرة: نماء للبحوث والدراسات، 2024.
15. فلسفة المعرفة، الطبعة الأولى ، القاهرة: نماء للبحوث والدراسات،   2025.
16. فلسفة العقل، الطبعة الأولى، القاهرة: نماء للبحوث والدراسات، 2025.

## أبحاثه
1. مفهوم الصدق عند ديفيدسون، المجلة العربية للعلوم الإنسانية.[30]
2. فلسفة العقل عند ڤتجنشتين.[31]
3. الاتجاهات المعاصرة في فلسفة اللغة.[32]
4. دراسة المفاهيم من زاوية فلسفية.[33]
5. مفهوم المعرفة في الفلسفة المعاصرة.[34]
6. نظريات التسويغ المعرفي.[35]
7. جون سيرل ومشكلة الوعي.[36]
8. ثلاثية سيرل: العقل واللغة والمجتمع.[37]
9. ڤتجنشتين: فيلسوف اللغة والعقل.[38]
10. ماريو بونجى والمادية النسقية.[39]
11. النزعة العلمية وافتتان الفلاسفة بالعلم.[40]
12. فلسفة التكنولوجيا.[41]
13. الإبستمولوجيا الاجتماعية.[42]
14. العقل بوصفه مخا.[43]
15. معركة دلالية بين النزعة الخارجية والنزعة الداخلية- النزعة الخارجية الدلالية.[44]
16. تكذيب قابلية التكذيب: بونجي يتحدى بوبر.[45]
17. الثنائية في فلسفة العقل.[46]

## كتب مترجمة
1. جون سيرل، العقل واللغة والمجتمع: الفلسفة في العالم الواقعى، القاهرة: المركز القومى للترجمة، 2011.[47]
2. هانس سلوجا، ڤتجنشتين، القاهرة: المركز القومى للترجمة، 2014.[48]
3. شارك في ترجمة قاموس بلاكويل للفلسفة الغربية، تأليف نيكولاس بونين وجيان يو، قيد الاعداد، القاهرة: المركز القومى للترجمة.
4. ماريو بونجى، المادة والعقل: بحث فلسفى، الطبعة الأولى، القاهرة: المركز القومى للترجمة، 2019.[49]
5. بيتر هاكر، التحول اللغوى في الفلسفة التحليلية.
6. ارنست سوسا، نظرية المعرفة، ترجمة ودراسة، القاهرة: المركز القومي للترجمة، 2022.
7. ماريو بونجي، ممارسة العلم في ضوء الفلسفة، ترجمة ودراسة، تحت الطبع، القاهرة: المركز القومي للترجمة،
8. بيت مانديك، هذه هي فلسفة العقل: مقدمة، الرياض:دار معنى للنشر والتوزيع، 2023.